# Argema mittrei
La mariposa cometa o mariposa luna de Madagascar (Argema mittrei) es una especie de lepidóptero ditrisio que vive en la selva tropical de Madagascar. La especie fue descubierta por Félix Édouard Guérin-Méneville en 1847. El macho tiene una envergadura de 20 cm y una cola de 15 cm, lo que la convierte en una de las mariposas de seda más grandes del mundo. La hembra pone aproximadamente 120 a 160 huevos, y después de la eclosión, la larva se alimenta de Eugenia y Weinmannia; lleva aproximadamente dos meses para convertirse en pupa. El capullo tiene numerosos agujeros por donde se escurre el agua y así evitar que la pupa se asfixie en las lluvias diarias de su hábitat natural. La mariposa adulta no puede alimentarse y solo vive de 4 a 5 días. Aunque está en peligro de extinción en el medio silvestre debido a la pérdida de hábitat, principalmente provocados por la deforestación masiva, la mariposa cometa ha sido criada en cautiverio. Las larvas se alimentan de Weinmannia eriocampa, especies de Uapaca, Eugenia cuneifolia y Sclerocarya caffra.
Las plantas de sustitución son Rhus cotinus, Eucalyptus gunnii, Pistacia terebinthus, Pistacia lentiscus, Rhus copallinum, Rhus laurina, Rhus toxicodendron, Rhus typhina, Schinus molle, Schinus terebinthifolius, especies de Mimosa y Liquidambar styraciflua.
Esta mariposa figura en el antiguo billete de 1000 ariarys malgaches.

## Ultrasonido
Las polillas y los murciélagos han estado en una carrera armamentista coevolutiva debido a que los murciélagos desarrollan la ecolocalización. Sin embargo, las polillas han desarrollado métodos para evitar ser detectadas por los gritos de ecolocalización de los murciélagos y promover la supervivencia una vez detectadas. Para Argema mittrei, tienen la capacidad de usar la absorción de ultrasonido para que el murciélago reciba un eco amortiguado, haciendo que la polilla sea invisible para el murciélago. El uso de la absorción de ultrasonido es la principal función defensiva de Argema mittrei. También tiene otros roles defensivos como la cripsis, el aposematismo o el mimetismo. También tiene una llamativa cola larga, roja y amarilla, que se usa para defenderse de los atacantes.